# Le Coq de St-Victor
Pour plus de détails, voir Fiche technique et Distribution.
Le Coq de St-Victor est un long métrage d'animation québécois pour enfants et en 3D de Pierre Greco sorti le 21 février 2014.

## Synopsis
À St-Victor, le maire s’enorgueillit du dynamisme économique et de la discipline des citoyens de son village. Il attribue l’effervescence de son patelin et donne tout le crédit de cette situation florissante à un seul joueur : son coq. Son cher coq qui, tous les jours, qu’ils soient de semaine, de fêtes, de relâche, réveille inlassablement les villageois à grands cris dès 4 heures du matin. Mais certains en auront marre. Et la tête du coq sera mise à prix. Pourtant, après son départ, un groupuscule formera un escadron pour récupérer la volaille. Le Coq de St-Victor, une ode à l'équilibre remplie d’humour et de situations cocasses !

## Fiche technique
- Titre : Le Coq de St-Victor
- Réalisation : Pierre Greco
- Scénario : Johanne Mercier et Pierre Greco
- Direction artistique : Christian Daigle
- Musique : Olivier Auriol
- Production : Nancy Florence Savard
- Société de production: 10e Ave Productions
- Société de distribution: Equinoxe Films
- Pays d'origine: Canada
- Langue : Français
- Durée : 80 minutes
- Format : 3D

## Distribution
- Benoît Brière : Narrateur
- Jeff Boudreault : Xavier
- Carol Cassistat : Jules
- Réjean Vallée : Émile
- Luc Guérin : Bertrand
- Guy Nadon : Lucien Thomassin
- Anne Dorval : Florence
- Martin Drainville : Antonio
- Guy Jodoin : Maire
- Mariloup Wolfe : Marcelline
- Paul Ahmarani : Léon Francoeur
- Gaston Lepage : Docteur Milot
- Alexis Martin : Gustave
- Noémie Yelle : Mademoiselle Anne